# Vaccinium neilgherrense
Vaccinium neilgherrense är en ljungväxtart som beskrevs av Robert Wight. Vaccinium neilgherrense ingår i Blåbärssläktet, och familjen ljungväxter. Inga underarter finns listade i Catalogue of Life.